# John Murphy (ciclista)
John Murphy (Jacksonville, Flórida, 15 de dezembro de 1984) é um ciclista profissional estadounidense. É profissional desde 2004, quando estreiou com a equipa Jittery Joe's Pro Cycling Team. Na actualidade compete pelo Rally Cycling.

## Palmarés
2008
- Tour de Taiwan

2015
- Joe Martin Stage Race, mais 2 etapas
- 1 etapa do USA Pro Cycling Challenge

2016
- 1 etapa do Herald Sun Tour
- 1 etapa do Tour de Langkawi

2017
- Delta Road Race
- 1 etapa do Tour de Utah
- 1 etapa do Colorado Classic

2018
- 1 etapa do Circuito das Ardenas

## Equipas
- Jittery Joe's Pro Cycling Team (2004)
- Health Net/Ouch (outubro 2006-2009)
  - Health Net presented by Maxxis (outubro 2006-2008)
  - Ouch presented by Maxxis (2009)
- BMC Racing Team (2010-2011)
- Kenda-5/Hour Energy (2012)
- UnitedHealthcare Pro Cycling Team (2013-2016)
- Holowesko Citadel (2017-2018)
  - Holowesko Citadel Racing Team (2017)
  - Holowesko Citadel P/B Arapahoe Resources (2018)
- Rally Cycling[1] (2019-)
  - Rally UHC Cycling (2019)
  - Rally Cycling (2020)